# Can You Ever Forgive Me?
Can You Ever Forgive Me? (engl. für „Kannst du mir jemals verzeihen?“) ist eine Filmbiografie von Marielle Heller, die am 1. September 2018 beim Telluride Film Festival uraufgeführt wurde und am 19. Oktober 2018 in die US-Kinos kam. Ein Start in Deutschland erfolgte am 21. Februar 2019.
Im Rahmen der Oscarverleihung 2019 erhielt der Film insgesamt drei Nominierungen, unter anderem Melissa McCarthy als beste Hauptdarstellerin.

## Handlung
Es ist das Jahr 1991, als die 51-jährige Lee Israel ihren Job verliert. Die lesbische Schriftstellerin lebt alleine in ihrer heruntergekommenen Wohnung in Manhattan, hatte jahrelang als gefeierte Zeitschriftenjournalistin gearbeitet und in dieser Zeit auch mit dem Schreiben von Biografien Erfolge gefeiert. Auch ihre Agentin Marjorie macht ihr klar, dass ihre Biografien nicht mehr gefragt sind und kein Verlag ihre Werke veröffentlichen will. Eine Schreibblockade und ihre Neigung, zu viel zu trinken, verschlimmern die Situation. Nun, wo sie ihre Rechnungen nicht mehr bezahlen und sich kaum ein anständiges Essen leisten kann, ihre Katze Jersey krank ist und ihr ansonsten wohlwollender Vermieter langsam die Geduld verliert, weil sie mit der Miete drei Monate im Rückstand ist, beginnt sie, ihr letztes Hab und Gut zu versetzen, angefangen bei einigen in ihrem Besitz befindlichen Büchern, für die sie allerdings nicht viel Geld bekommt. Eines Abends trifft sie in einer Bar auf Jack Hock, einen exzentrischen Drogendealer, den sie vor einer Weile auf einer Party kennenlernte und dessen Einladung auf einen Drink sie gerne annimmt.
Beim Verkauf einer schriftlichen Nachricht, die sie einst von Katharine Hepburn erhalten hatte, erfährt sie, dass es offenbar eine florierende Sammlerszene gibt. Nachdem sie bei der Recherche in der Bibliothek für eine neue Biografie über Fanny Brice einen Brief der Varietekünstlerin in einem Buch entdeckt, diesen einsteckt und ebenfalls verkauft, kommt ihr eines Nachts an ihrer Schreibmaschine eine rettende Idee. Sie beginnt Briefe von Prominenten wie Noel Coward oder Marlene Dietrich zu fälschen und diese für Hunderte von Dollar pro Stück zu verkaufen. Endlich kann Lee ihre Schulden bezahlen. Sie besorgt sich verschiedene Schreibmaschinenmodelle und tippt auf altes Papier immer mehr Briefe. Auch die Unterschriften fälscht sie. Besonders auf eine Reihe von Briefen von Dorothy Parker ist Lee sehr stolz, und auch die Händler sind über die teilweise sehr persönlichen Inhalte in den Briefen höchst erfreut. Auch die Buchhändlerin Anna gehört zu ihren Kunden. Als diese mit ihr eine Freundschaft aufbauen will, reagiert Lee abweisend, denn zwischenmenschliche Kontakte will und kann sie zurzeit nicht pflegen.
Erst wollte sie Jack nichts von ihrer neuen Tätigkeit erzählen, doch als einer ihrer Kunden sie darauf aufmerksam macht, dass bereits die Echtheit von zwei ihrer verkauften Briefe angezweifelt wurde und sie sich daher auf einer Liste befindet, weshalb wohl keiner mehr Briefe von ihr kaufen wird, braucht sie Jacks Hilfe mehr als je zuvor. Auch weil ihr das FBI auf den Fersen ist und Buchläden und Auktionshäuser vor den Fälschungen warnt, überlegen sie sich einen neuen Plan. Sie beginnt echte Briefe und Notizen aus einem Bibliotheksarchiv zu stehlen, die sie durch Fälschungen ersetzt. Weil jedoch auch Jack auf der Fahndungsliste des FBI steht, wird er bei einem geplanten Verkauf ertappt und verhört. Schnell folgt auch eine Anklage gegen Lee. Auch wenn sie alle Papiere und Schreibmaschinen aus ihrer Wohnung verschwinden lässt und von einem Anwalt vertreten wird, ist die Beweislage erdrückend. Ihr Anwalt empfiehlt ihr einen Neubeginn, Besuche bei den Anonymen Alkoholikern und freiwillige gemeinnützige Arbeit. Auch wenn Lee vor Gericht ihre Taten nicht wirklich bereut, wird sie zu milden fünf Jahren auf Bewährung und einem vorläufigen Hausarrest verurteilt. Jack erhält drei Jahre auf Bewährung.
Zwar hat Jack sie verraten, doch weil Lee ein Buch über ihre Komplizenschaft schreiben will, bittet sie ihn um seine Zustimmung, holt sich wieder eine kleine Katze und beginnt mit der Arbeit. So ganz kann Lee es jedoch nicht lassen, Briefe im fremden Namen zu schreiben. Sie erfindet einen geistreichen Brief von Dorothy Parker aus dem Jenseits, in dem sie einen Buchhändler darauf aufmerksam macht, dass dieser die Fälschung eines Briefes einer gewissen Lee Israel zum Verkauf anbietet.

## Biografisches

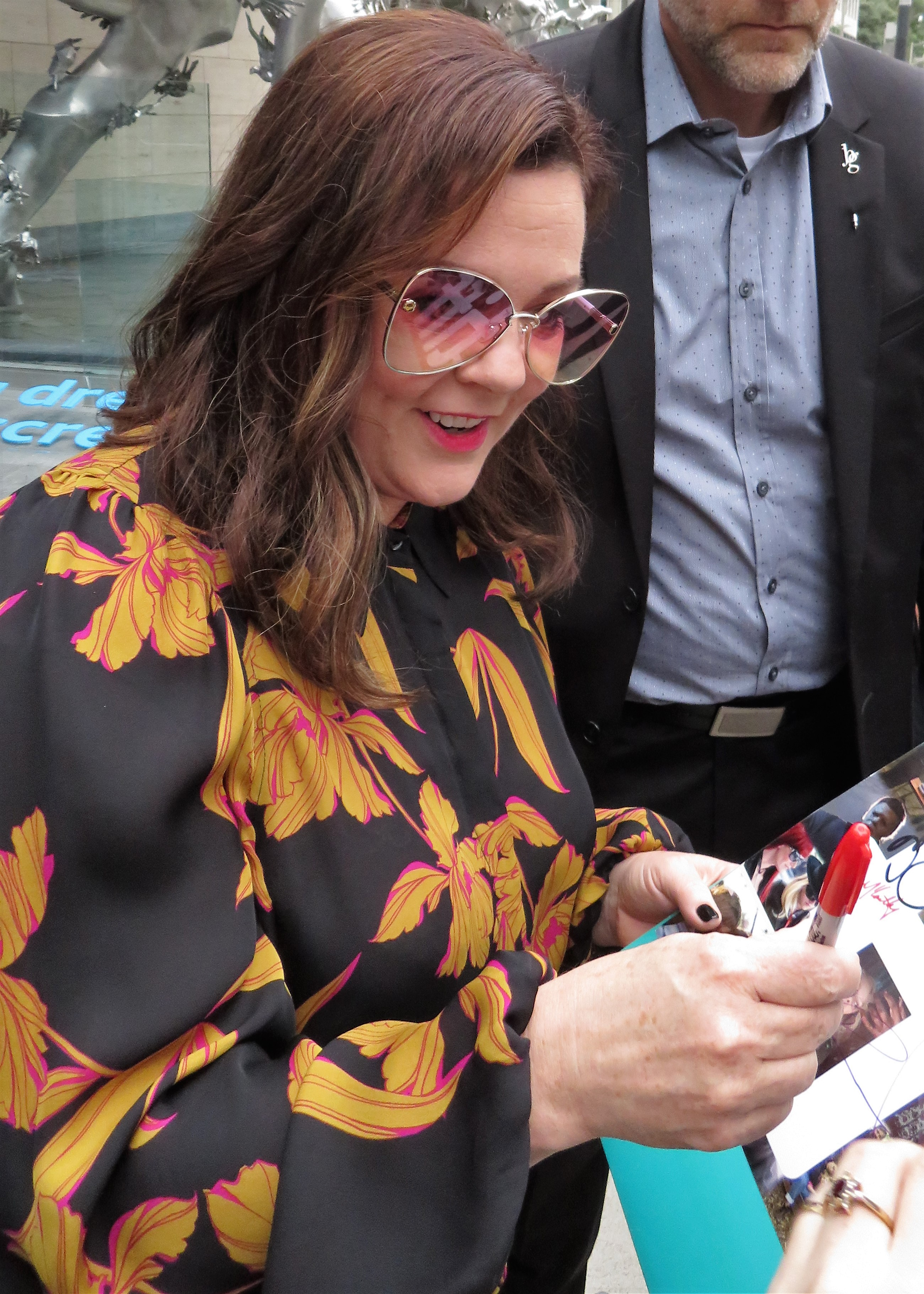
Im Film wird Lee Israel von Melissa McCarthy verkörpert, hier bei der Premiere in Toronto im September 2018

Der Film basiert auf den Memoiren von Lee Israel mit dem Titel Can You Ever Forgive Me? aus dem Jahr 2008. Die in Brooklyn geborene jüdische Schriftstellerin hatte ihre Karriere in den 1960er Jahren als freie Autorin begonnen. Im November 1967 porträtierte sie in einer Ausgabe von Esquire die Schauspielerin Katharine Hepburn, die sie kurz vor dem Tod von deren Partner Spencer Tracy besucht hatte. 
Bis in die 1970er Jahre schrieb sie Artikel für Magazine und begann später ihre Arbeit an Biografien für die Schauspielerin Tallulah Bankhead, die Journalistin und Moderatorin Dorothy Kilgallen und für Kosmetik-Tycoon Estée Lauder. Die Biografie von Kilgallen verkaufte sich gut und landete auf der Bestsellerliste der New York Times.
Um danach Geld zu verdienen, begann sie Briefe von verstorbenen Schriftstellern und Schauspielern zu fälschen. Deren Zahl wird auf über 400 geschätzt. Später stahl sie echte Briefe und handsignierte Papiere berühmter Personen aus Archiven und Bibliotheken und ersetzte diese durch Kopien. Sie verkaufte sowohl gefälschte als auch gestohlene Originalwerke. Nach einer Befragung durch FBI-Agenten vernichtete sie alle Beweise, die sie in öffentlichen Mülltonnen entsorgte, darunter auch mehr als ein Dutzend Schreibmaschinen, die sie benutzt hatte, um verschiedene Schriften zu simulieren. Dennoch bekannte sich Israel im Juni 1993 schuldig und wurde zu sechs Monaten  Hausarrest und fünf Jahren auf Bewährung verurteilt.
In ihren Memoiren gestand Israel ihre Taten im Detail. Die 2008 veröffentlichte Autobiografie sorgte für Kontroversen, „weil hier eine Betrügerin und Fälscherin aus ihren Untaten noch Kapital schlug“, so der Vorwurf. Darin, so heißt es, gab sie auch zu Protokoll, „stolz auf ihre unkonventionelle Geschäftsidee“ gewesen zu sein.
Lee Israel starb am 24. Dezember 2014. Jack Hock starb bereits mehr als zwanzig Jahre zuvor, am 19. Oktober 1994, wie im Abspann des Films zu erfahren ist.

## Produktion
Regie führte Marielle Heller. Lees Roman wurde von Nicole Holofcener und Jeff Whitty adaptiert. Die Filmmusik komponierte Nate Heller, der Bruder der Regisseurin. Der Soundtrack zum Film, der insgesamt 15 Musikstücke umfasst, wurde am 12. Oktober 2018 als Download veröffentlicht.
Für Melissa McCarthy, die im Film die Rolle von Lee Israel übernahm, wurde der Film zu einer Herzensangelegenheit, nachdem sie von Lees kurioser Geschichte erfahren hatte. McCarthys Ehemann Ben Falcone sollte ursprünglich eine Rolle als Nebendarsteller in einem früheren Versuch, das Buch zu verfilmen, erhalten. McCarthy war von Holofceners Drehbuch und dessen Protagonistin bei deren zweiten Versuch dermaßen fasziniert, dass sie die Produzenten, die das Projekt schon endgültig aufgeben wollten, überredete, es wieder aufzunehmen. Richard E. Grant spielt Lees schwulen Vertrauten Jack Hock. Jane Curtin ist in der Rolle von Lees ungeduldiger Agentin Marjorie zu sehen und Stephen Spinella als leichtgläubiger Sammler Paul. In einem kurzen Auftritt ist Anna Deavere Smith in der Rolle von Lees Exfreundin Elaine zu sehen.
Als Kameramann fungierte Brandon Trost. Antje Wessels bemerkt zu dem Ergebnis, ein entsättigtes Grau-in-Grau unterstreiche auf optischer Ebene die Tristesse in Lee Israels Leben, was sich auch dann nicht ändere, als es für Lee mit der Zeit immer weiter bergauf geht: „Nie sah eine von blühenden Tulpen übersäte Blumenwiese trostloser aus als in Can You Ever Forgive Me?“
Der Film wurde am 1. September 2018 beim Telluride Film Festival uraufgeführt. Seine internationale Premiere feierte der Film am 8. September 2018 beim Toronto International Film Festival. Am 19. Oktober 2018 kam er in die US-Kinos. Ein Kinostart in Deutschland erfolgte am 21. Februar 2019. Bereits im Oktober 2018 wurde er bei den Hofer Filmtagen gezeigt.

## Rezeption

### Altersfreigabe
In den USA erhielt der Film von der MPAA, unter anderem wegen des gezeigten Drogen- und Alkoholkonsums, ein R-Rating, was einer Freigabe ab 17 Jahren entspricht. In Deutschland wurde der Film von der FSK ohne Altersbeschränkung freigegeben. In der Freigabebegründung heißt es: „Kindern bieten Setting und Figuren, die weit von ihrer Lebenswirklichkeit entfernt sind, kaum Anknüpfungspunkte oder Identifikationsmöglichkeiten. Daher entfaltet die beiläufige Darstellung von Alkohol- und Drogenkonsum für sie keine Faszination. Die kriminellen Umtriebe werden in einleuchtender Weise als falsch eingeordnet und verurteilt, weshalb auch sie keine beeinträchtigende Wirkung entfalten.“

### Kritiken

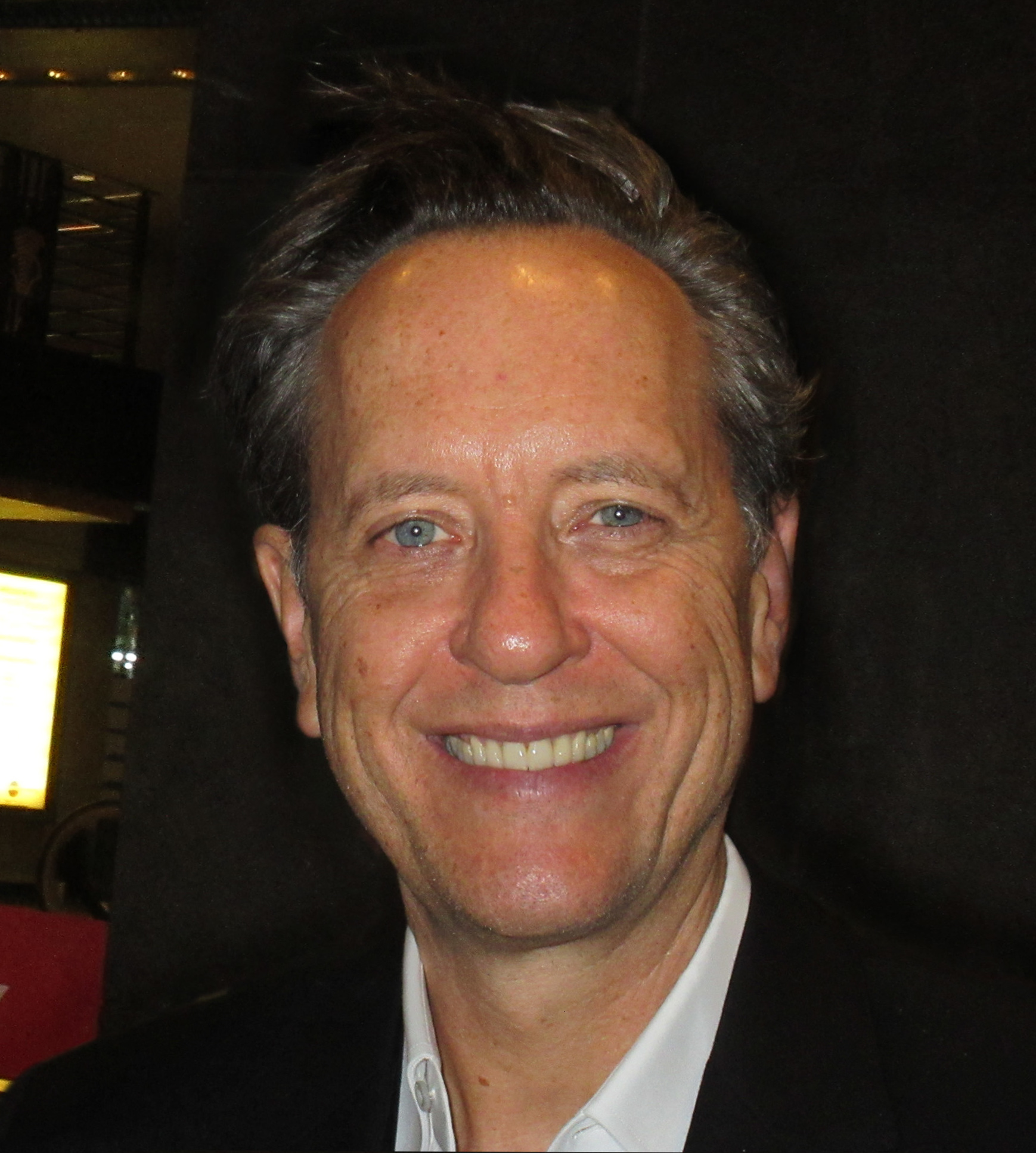
Der britische Schauspieler Richard E. Grant spielt im Film Lee Israels schwulen Vertrauten Jack Hock

Der Film stieß bislang auf die Zustimmung von 98 Prozent aller Kritiker bei Rotten Tomatoes und erreichte hierbei eine durchschnittliche Bewertung von 8,2 der möglichen 10 Punkte. Hierdurch befindet er sich dort in der Top 10 der besten LGBT-Filme aller Zeiten. Auf Metacritic erhielt der Film einen Metascore von 87 von 100 möglichen Punkten.
Eric Kohn von IndieWire schreibt, Melissa McCarthy, deren wilde Auftritte bislang eher auf Komödien beschränkt waren, die nicht zeigen konnten, wie sie unter realistischeren Umständen aussehen könnte, gelinge es mit ihrer Rolle in Can You Ever Forgive Me? endlich ihre Talente auf eine anspruchsvollere Ebene zu projizieren. Wann immer die Kamera ihren Gesichtsausdruck einfängt, werde dies zu einem Studium der Widersprüche und zeige sie hart und zärtlich zugleich.
Das Drehbuch, geschrieben von Nicole Holofcener und Jeff Whitty, weise wieder die Kennzeichen einer tragikomischen Balance auf, die so viele von Holofceners weiblichen Charakterstudien auszeichnet, so Kohn. Der Film erreiche seinen Höhepunkt in einem abschließenden Monolog, wenn Lee Israel ihre eigene Arbeit vor einem gnadenlosen Richter feiert.
Michael Ranze von der Arbeitsgemeinschaft Kino schreibt, man könne die schauspielerische Leistung von McCarthy gar nicht genug loben: „Sie beschönigt Israels Charakter nicht und macht trotzdem aus ihr einen vielschichtigen Menschen.“ Die Filmkritikerin Antje Wessels schreibt: „Die Angst um ihre Katze und die Verzweiflung ob ihres bevorstehenden Bankrotts mimt McCarthy derart feinfühlig und glaubhaft, dass man nur das Beste für sie hofft, obwohl sie an dieser Situation nicht ganz unschuldig ist. Auf der anderen Seite fliegen in den Auseinandersetzungen mit ihrer Verlegerin aber auch auf derbe Weise die Fetzen.“ Die im Film porträtierte Lee Israel lasse sich in keine vorgefertigte Figurenschublade stecken, so Wessels weiter: „Ob Heldin, Antiheldin, Opfer, Täterin – all diese kategorisierenden Begrifflichkeiten treffen auf Israel genauso wenig zu wie auf ihren Komplizen Jack Hock.“
Auch Stephen Farber von The Hollywood Reporter meint, der Film erlaube McCarthy, ihre Gabe für trockenen Humor zu nutzen, doch die Schauspielerin liefere auch einige ergreifende Momente, die sie bislang nicht oft gezeigt hat. Auch die Beziehung zu dem von dem  britischen Schauspielers Richard E. Grant gespielten Jack hebt Farber hervor, der als Lees schwuler Vertrauter und Komplize beim Verkauf der gefälschten Briefe in seiner besten Rolle seit Jahren zu sehen sei. Weiter meint Farber, Marielle Heller fange ein lebendiges Gefühl von Ort und Zeit auch in ihrer Musikauswahl ein, und Stücke, die oft in lebendigen Neuaufnahmen gespielt werden, würden einen entzückenden Hintergrund bieten. Den musikalischen Höhepunkt stelle dabei Blossom Dearies Interpretation von Henry Mancinis Charade dar, die Farber als einen perfekten musikalischen Abschluss dieses entwaffnenden Films beschreibt.
Thomas Schultze von Blickpunkt:Film meint, Heller erzähle mit dem Film eine Art amerikanischen Schtonk!, aber man schließe die kratzbürstige, schlecht frisierte, ungepflegte, gescheiterte und ruppige Lee sofort ins Herz: „Sie ist, wie ihr ganz am Schluss vorgeworfen wird, 'a horrid cunt', keine Frage, und doch fiebert man mit ihr bei ihrem Drahtseilakt Leben, wie sie sich bei jedem neuen Rückschlag wieder aufrappelt und weitermacht: Eine Mischung aus dem misanthropischen Harvey Pekar aus American Splendor und Billy Bob Thorntons Bad Santa, die nur ihrer Katze vertraut und schließlich doch Freundschaft schließt mit einer ebenso gestrandeten und noch unzuverlässigeren Seele, dem schwulen Jack Hock, absolut hinreißend gespielt von Richard E. Grant, dem man mehr solche Rollen wünschen würde.“
Die Deutsche Film- und Medienbewertung versah den Film mit dem Prädikat besonders wertvoll. In der Jury-Begründung heißt es: „Grant und McCarthy sind zweifellos geniale Schauspieler. Dass sie aber so brillant miteinander funktionieren, ist zumindest zum Teil der hervorragenden Schauspielführung Marielle Hellers zu verdanken.“ Die Jury zeigte sich in der Diskussion von deren Befähigung zutiefst beeindruckt: „Ihr Film ist nicht nur ein hervorragendes Biopic, sondern auch ein Film, der einer genauso bigotten wie elitären Literaturszene kräftige Seitenhiebe erteilt.“

### Auszeichnungen (Auswahl)
British Academy Film Awards 2019
- Nominierung für das Beste adaptierte Drehbuch (Nicole Holofcener und Jeff Whitty)
- Nominierung als Beste Hauptdarstellerin (Melissa McCarthy)
- Nominierung als Bester Nebendarsteller (Richard E. Grant)

Critics’ Choice Movie Awards 2019
- Nominierung für das Beste adaptierte Drehbuch (Nicole Holofcener und Jeff Whitty)
- Nominierung als Beste Hauptdarstellerin (Melissa McCarthy)
- Nominierung als Bester Nebendarsteller (Richard E. Grant)[22]

Golden Globe Awards 2019
- Nominierung als Beste Hauptdarstellerin (Melissa McCarthy)
- Nominierung als Bester Nebendarsteller (Richard E. Grant)[23]

Gotham Awards 2018
- Nominierung als Bester Darsteller (Richard E. Grant)[24]

Independent Spirit Awards 2019
- Auszeichnung für das Beste Drehbuch (Nicole Holofcener und Jeff Whitty)
- Auszeichnung als Beste Nebendarsteller (Richard E. Grant)[25]

Los Angeles Film Critics Association Awards 2018
- Auszeichnung für das Beste Drehbuch (Nicole Holofcener und Jeff Whittye)

Make-Up Artists & Hair Stylists Guild Awards 2019
- Auszeichnung mit dem Artisan Award (Melissa McCarthy)

National Board of Review Awards 2018
- Aufnahme in die Top Ten Filme[26]

New York Film Critics Circle Awards 2018
- Auszeichnung als Bester Nebendarsteller (Richard E. Grant)

Oscarverleihung 2019
- Nominierung als Beste Hauptdarstellerin (Melissa McCarthy)
- Nominierung als Bester Nebendarsteller (Richard E. Grant)
- Nominierung für das Beste adaptierte Drehbuch (Nicole Holofcener und Jeff Whitty)

Palm Springs International Film Festival 2019
- Auszeichnung mit dem Spotlight Award (Melissa McCarthy)

Philadelphia Film Critics Circle Awards 2018
- Auszeichnung als Bester Nebendarsteller (Richard E. Grant)[27]

Satellite Awards 2018
- Auszeichnung für das Beste adaptierte Drehbuch (Nicole Holofcener und Jeff Whitty)
- Nominierung als Beste Filmschauspielerin (Melissa McCarthy)
- Auszeichnung als Bester Nebendarsteller (Richard E. Grant)

Screen Actors Guild Awards 2019
- Nominierung als Beste Hauptdarstellerin (Melissa McCarthy)
- Nominierung als Bester Nebendarsteller (Richard E. Grant)[28]

Toronto International Film Festival 2018
- Nominierung in der Kategorie Special Presentations (Marielle Heller)

Writers Guild of America Awards 2019
- Auszeichnung für das Beste adaptierte Drehbuch (Nicole Holofcener und Jeff Whitty)[29]

## Synchronisation
Die deutsche Synchronisation entstand nach der Dialogregie und einem Dialogdrehbuch von Sven Hasper im Auftrag RC Production Kunze & Wunder GmbH & Co. KG, Berlin.
| Darsteller          | Synchronsprecher  | Rolle       |
| ------------------- | ----------------- | ----------- |
| Melissa McCarthy    | Anke Reitzenstein | Lee Israel  |
| Richard E. Grant    | Frank Röth        | Jack Hock   |
| Pun Bandhu          | Armin Schlagwein  | Agent Doyle |
| Brandon Scott Jones | Arne Stephan      | Glen        |
| Tina Benko          | Cornelia Waibel   | Karen       |
| Rosal Colon         | Anne Düe          | Rachel      |